# 甘利信康
甘利信康（あまりのぶやす，？—1575年（天正3年））甲斐武田氏家臣。通稱鄉左衛門。別名三郎四郎信景、晴吉、吉利、利重。父甘利虎泰。兄甘利昌忠。

## 生平
元龜年間（1570~1573）兄-昌忠死去後繼任家督，負責指揮武田軍鐵砲隊（一說是小荷駝奉行）。
天正3年（1573）參與長篠之戰的設樂原決戰，他支援山縣昌景從左側突擊信長家康聯軍，在彈藥用盡後，戇居居地突入聯軍之中戰死。